# Нефтяник (стадион, Уфа)
Стадион «Нефтя́ник» (ранее — АО «Уфанефтехим»; в июне 2021 — июле 2022 — «BetBoom Арена») — футбольный стадион в городе Уфе, расположенный в Орджоникидзевском районе. Домашний стадион футбольного клуба «Уфа». Часть спортивного комплекса, с Домом физкультуры, Центром футбола и бассейном «Нефтяник».

## История
Заложен в 1953 в составе спортивного комбината строящегося Черниковского нефтеперерабатывающего завода (ныне — «Башнефть-Уфанефтехим») города Черниковска, по проекту Московской проектно-архитектурной мастерской имени Академиков Весниных, главный руководитель проекта — архитектор Л. А. Нечаева. В 1955 стройка остановилась из-за реорганизации нефтеперерабатывающих заводов.
Строительство вновь начато в 1965 в составе спортивного комбината Уфимского нефтеперерабатывающего завода имени XXII съезда КПСС по новому проекту. 6 ноября 1967 сдан в эксплуатацию. Официально открыт в 1968. Назван в 1969 по Всесоюзному профсоюзному добровольному спортивному обществу «Нефтяник».
Реконструирован в 2012—2015 годах. Первый матч после реконструкции состоялся 9 августа 2015 года в рамках чемпионата России по футболу. Соперником местного клуба «Уфа» стал действующий чемпион России «Зенит» из Санкт-Петербурга, матч завершился со счётом 0:1.
В сезоне 2021/22 стадион носил название BetBoom Арена. В июне 2021 года футбольный клуб «Уфа» подписал спонсорское соглашение, одним из пунктов которого стал ребрендинг домашней арены клуба. 5 июля 2022 года в связи с расторжением спосорского контракта между букмекерской комапанией BetBoom и футбольным клубом «Уфа» (ФК «Уфа» и BetBoom сотрудничали с 2018 года), стадиону было возвращено прежнее название «Нефтяник».

## Характеристика
Полная паспортная вместимость 15 132 зрительских мест, однако места с ограниченным обзором не используются. Таким образом реальная вместимость составляет 13 573 мест, из которых 1 832 мест в фанатских секторах. Стадион имеет футбольное поле (105 x 68 м) с искусственным покрытием, автоматизированной системой подогрева и полива, легкоатлетическую беговую дорожку (400 м), цифровое электронное табло, административно-бытовой и физкультурно-оздоровительный корпуса, фитнес-центр, блок футбольной школы, 6 тренировочных синтетических полей (5 из них размером 20 на 40 метров).